# Alex Arseno
Alex Arseno (28 mei 1983) is een Braziliaans wielrenner. In 2009 werd hij Braziliaans kampioen wielrennen op de weg bij de elite, maar ruim een week later werd bekend dat hij in de Ronde van Paraná was betrapt op het gebruik van epo. Zijn kampioenschap werd hem ontnomen en hij kreeg een schorsing van twee jaar, tot juni 2011. Toen zijn schorsing was verlopen kreeg hij een contract bij Funvic-Pindamonhangaba.

## Belangrijkste overwinningen
2004
- Braziliaans kampioen op de weg, Beloften

2006
- 4e etappe Ronde van Porto Alegre
- 3e etappe Ronde van Paraná
- 3e etappe Ronde van Santa Catarina

2007
- 8e etappe Ronde van São Paulo
- 5e etappe Ronde van Paraná

2008
- 4e etappe Ronde van de Staat São Paulo

2009
- Braziliaans kampioen op de weg, Elite
- 5e etappe Ronde van Paraná

Aguilar · Arruda · Arseno · Cardoso · Crespo · Fiorilli · Frade · Justo · Médici · Moi · Nascimento · Nazaret · Pinheiro · Santos · Sidoti · Silva
Aguilar · Arseno · Braga · Bulgarelli · Cardoso · Costa · dos Santos · Fiorilli · Junqueira · Moi · Nascimento · Nazaret · Nicácio · Panizo · Pinheiro · Santos · Sidoti · Silva